# Брюлле, Кеннет
Ке́ннет Брю́лле-Ла́рсен (дат. Kenneth Brylle Larsen, род. 22 мая 1959, Копенгаген) — датский футболист, игравший на позиции нападающего. По завершении игровой карьеры — футбольный тренер. Наиболее известен по выступлениям за бельгийский «Андерлехт». Обладатель и лучший бомбардир розыгрыша 1987/1988 Кубка УЕФА. Бронзовый призёр чемпионата Европы 1984 года в составе национальной сборной Дании.

## Клубная карьера

### Старт карьеры
Во взрослом футболе дебютировал в 1977 году за команду «Видовре» и сумел один раз отличиться в своих первых четырёх матчах. В следующем сезоне стал игроком стартового состава и забил 11 голов, сыграв важную роль в выходе своей команды в первый дивизион. В 1979 году перешёл в команду национальных чемпионов «Вайле». С этим клубом он впервые принял участие в Кубке европейских чемпионов и сумел отличиться в матчах еврокубка против венской «Аустрии» и «Хайдука».

### «Андерлехт»
Во время зимнего перерыва сезона 1979/1980 датчанин добился перехода в «Андерлехт», где в дальнейшем стал частью знаменитой датской составляющей команды, состоящей из Мортена Ольсена, Пера Фриманна, Хенрика Андерсена и Франка Арнесена. 19 января 1980 года он официально дебютировал за команду в матче против «Берхем Спорт», выйдя на замену вместо капитана Роба Ренсенбринка.
После прихода тренера Томислава Ивича летом 1980 года Брюлле стал основным нападающим «Андерлехта». Датчанин стал вторым бомбардиром сезона с 22 голами и помог своему клубу завоевать национальный титул, ставший для молодого нападающего первым в карьере. Брюлле проявил себя в игровой системе югославского тренера и провёл под его руководством свой лучший период в составе «Андерлехта». В сезоне 1981/1982 «Андерлехт» дошел до полуфинала Кубка европейских чемпионов. По пути к полуфиналу Брюлле и его товарищи по команде выбили, в частности, «Ювентус» и «Црвену звезду», но уступили будущему обладателю трофея «Астон Вилле». Год спустя преемник Ивича Поль ван Химст вывел команду в финал Кубка УЕФА, а сам датский нападающий внёс активный вклад в завоевание третьего для команды европейского трофея. В первом финальном матче Брюлле вышел в стартовом составе против лиссабонской «Бенфики» и на 30-й минуте забил победный гол, открыв счёт в матче, второй финальный матч завершился ничьей.
В своём последнем сезоне за «Андерлехт» Брюлле второй раз подряд вышел в финал Кубка УЕФА. Датчанин внёс вклад в неожиданную победу над «Ноттингем Форест» в полуфинале, забив одиннадцатиметровый удар, но проиграл финал по пенальти клубу «Тоттенхэм Хотспур». Нападающий реализовал второй удар «Андерлехта» в серии пенальти.

### ПСВ, «Марсель» и «Брюгге»
В июле 1984 года Брюлле покинул «Андерлехт» и перешёл в ПСВ, где стал игроком стартового состава и забил 17 голов в сезоне 1984/1985, сформировав яркий атакующий дуэт с Халлваром Торесеном (21 гол). Нидерландский клуб выбыл от «Манчестер Юнайтед» во втором раунде Кубка УЕФА и завершил сезон в статусе вице-чемпиона. В 1985 году 26-летний Брюлле переехал во Францию. Он присоединился к марсельскому «Олимпику», сумевшему избежать вылета из элитного дивизиона сезоном ранее. Однако несмотря на то, что в сезоне 1985/1986 клуб снова сумел сохранить прописку в чемпионате, сам датчанин забил за французов всего шесть раз. Кроме того, «Олимпик» также дошёл до финала Кубка Франции в 1986 году. Брюлле отыграл весь финал на «Парк де Пренс», однако его команда уступила «Бордо» со счётом 2:1 в дополнительное время.
Летом 1986 года бельгийский клуб «Брюгге» решил отпустить Жан-Пьера Папена в «Марсель» и подписать Брюлле взамен. В свой первый сезон он сформировал атакующий дуэт с Марком Дегризом. Однако датчанин не сумел восстановить былую результативность, забив 4 гола в 20 матчах. В результате в феврале 1987 года перешёл на правах аренды в испанский клуб «Сабадель» до конца сезона и помог скромному клубу сохранить место в высшем испанском дивизионе.
Летом 1987 года Брюлле вернулся в «Брюгге» и завоевал доверие главного тренера Хенка Хауварта, со временем вернув свой прежний уровень результативности. Нападающий отличился в чемпионате 17 раз и сыграл важную роль в завоевании национального титула. В том же году он также дошёл до полуфинала Кубка УЕФА, «Брюгге» последовательно выбил «Зенит», «Црвену Звезду», «Боруссию Дортмунд» и «Панатинаикос», но в полуфинале в дополнительное время проиграл «Эспаньолу». Брюлле забил 6 голов в той европейской кампании и стал лучшим бомбардиром розыгрыша Кубка УЕФА.

### Завершение карьеры
В январе 1989 года у датчанина появился первый конкурент — австралиец Фрэнк Фарина. Шесть месяцев спустя, когда тренером стал Жорж Лекенс, клуб также приобрёл двух новых нападающих. В результате в новом сезоне Брюлле вышел на поле всего лишь раз и из-за недостаточного игрового времени покинул «Брюгге» в декабре 1989 года. Новым клубом датчанина стал «Беерсхот», и за остаток сезона сумел отличиться 6 раз в 15 матчах, внеся свой вклад в итоговое восьмое место чемпионата. В сезоне 1990/1991 Брюлле сформировал дуэт нападающих с ганцем Принсом Полли, однако они не смогли вывести команду на новый уровень. «Беерсхот», у которого также были финансовые проблемы, занял последнее место в чемпионате и в 1991 году опустился в третий дивизион.
Кеннет не стал идти на понижение в классе и перешёл в клуб высшего дивизиона «Льерс». Опытный Брюлле оказался на скамейке запасных и сыграл всего 12 раз. В сезоне 1991/1992 «Льерс» финишировал на 7-м месте, что стало их лучшим результатом с сезона 1979/1980. Завершил игровую карьеру в команде «Кнокке», за которую выступал в течение 1992—1996 годов.

## Карьера в сборной
В 1976 году дебютировал в составе сборной Дании до 19 лет, всего на юношеском уровне принял участие в 6 играх, отличившись 4 забитыми голами. В течение 1979—1983 годов привлекался в состав молодёжной сборной Дании. На молодёжном уровне сыграл в 9 официальных матчах, забил 3 гола.
В 1980 году дебютировал в официальных матчах в составе национальной сборной Дании против Люксембурга (4:0). В составе сборной был участником чемпионата Европы 1984 года во Франции. Кеннет Брюлле вышел на замену защитнику Оле Расмуссену в матче группового этапа против Бельгии при счёте 2:1 в пользу бельгийцев. Через несколько минут именно он сравнял счёт в поединке, завершившемся победой его сборной со счётом 3:2, и помог команде выйти из группы. Брюлле также появился на поле в дополнительное время полуфинального матча Испания — Дания, заменив Мортена Ольсена.
Два года спустя Дании также удалось пройти квалификацию на чемпионат мира, однако Брюлле не вошёл в заявку сборной на турнир, как и в заявку на чемпионат Европы 1988 года. В том же году нападающий провёл свой последний международный матч за Данию против Болгарии (1:1) в отборочном турнире на чемпионат мира 1990 года.
Всего в течение карьеры в национальной команде, длившейся 9 лет, провёл в её форме 16 матчей, забив 2 гола.

## Тренерская карьера
После завершения карьеры Брюлле остался жить в Бельгии и получил бельгийское гражданство. Начал тренерскую карьеру вскоре после завершения карьеры игрока, в 1998 году, возглавив тренерский штаб клуба «Кнокке». В течение тренерской карьеры также возглавлял команды «Остенде», «Эндрахт», «Уайт Стар Лауве» и «Вильсбеке».
Последним местом работы на посту главного тренера был клуб «Видовре», главным тренером которого Кеннет Брюлле был с 2009 по 2010 год. 1 марта 2011 года Брюлле был представлен в качестве тренера нападающих клуба «Брюгге», а также начал заниматься скаутской работой для клуба.

## Статистика

### Матчи Брюлле за сборную Дании
| Матчи Брюлле за сборную Дании | Матчи Брюлле за сборную Дании | Матчи Брюлле за сборную Дании | Матчи Брюлле за сборную Дании | Матчи Брюлле за сборную Дании | Матчи Брюлле за сборную Дании       |
| ----------------------------- | ----------------------------- | ----------------------------- | ----------------------------- | ----------------------------- | ----------------------------------- |
| №                             | Дата                          | Соперник                      | Счёт                          | Голы Брюлле                   | Соревнование                        |
| 1                             | 19 ноября 1980                | Люксембург                    | 4:0                           | —                             | Чемпионат мира 1982 (отбор)         |
| 2                             | 14 мая 1981                   | Швеция                        | 2:1                           | —                             | Чемпионат Северной Европы 1981—1983 |
| 3                             | 1 июня 1983                   | Венгрия                       | 3:1                           | —                             | Чемпионат Европы 1984 (отбор)       |
| 4                             | 7 сентября 1983               | Франция                       | 3:1                           | 1                             | Товарищеский матч                   |
| 5                             | 14 марта 1984                 | Нидерланды                    | 0:6                           | —                             | Товарищеский матч                   |
| 6                             | 16 мая 1984                   | Чехословакия                  | 0:1                           | —                             | Товарищеский матч                   |
| 7                             | 6 июня 1984                   | Швеция                        | 1:0                           | —                             | Товарищеский матч                   |
| 8                             | 8 июня 1984                   | Болгария                      | 1:1                           | —                             | Товарищеский матч                   |
| 9                             | 19 июня 1984                  | Бельгия                       | 3:2                           | 1                             | Чемпионат Европы 1984               |
| 10                            | 24 июня 1984                  | Испания                       | 1:1 (4:5 пен.)                | —                             | Чемпионат Европы 1984               |
| 11                            | 26 сентября 1984              | Норвегия                      | 1:0                           | —                             | Чемпионат мира 1986 (отбор)         |
| 12                            | 17 октября 1984               | Швейцария                     | 0:1                           | —                             | Чемпионат мира 1986 (отбор)         |
| 13                            | 14 ноября 1984                | Ирландия                      | 3:0                           | —                             | Чемпионат мира 1986 (отбор)         |
| 14                            | 11 сентября 1985              | Швеция                        | 0:3                           | —                             | Товарищеский матч                   |
| 15                            | 19 октября 1988               | Греция                        | 1:1                           | —                             | Чемпионат мира 1990 (отбор)         |
| 16                            | 2 ноября 1988                 | Болгария                      | 1:1                           | —                             | Чемпионат мира 1990 (отбор)         |

Итого: 16 матчей / 2 гола; 8 побед, 3 ничьи, 5 поражений.

## Достижения

### Командные
«Андерлехт»
- Чемпион Бельгии: 1980/1981
- Обладатель Кубка УЕФА: 1982/1983

«Брюгге»
- Чемпион Бельгии: 1987/1988
- Обладатель Суперкубка Бельгии: 1986, 1988

### Индивидуальные
- Лучший бомбардир Кубка УЕФА: Кубок УЕФА 1987/1988 (6 мячей, вместе с Кальманом Ковачем и Димитрисом Саравакосом)